# گربه کوهی آند
گربه کوهی آند (نام علمی: Leopardus jacobitus) نام یک گونه از سرده پلنگچه‌ها است.